# Ole-Christopher Plambeck

Ole-Christopher Plambeck (2017)

Ole-Christopher Plambeck (* 20. Januar 1986 in Bad Segeberg) ist ein deutscher Politiker (CDU) und Steuerberater. Er ist seit 2017 Mitglied des Schleswig-Holsteinischen Landtags.

## Leben
Plambeck wuchs auf dem elterlichen landwirtschaftlichen Betrieb im Ortsteil Krems I der Gemeinde Leezen auf. 2002 machte er seinen Realschulabschluss in Bad Segeberg. Anschließend begann er eine Ausbildung zum Steuerfachangestellten, die er 2005 abschloss. Seit 2005 ist Plambeck in der Unternehmens- und Steuerberatung tätig. 2009 machte er eine Fortbildungsprüfung zum Steuerfachwirt und 2012/2013 das Berufsexamen zum Steuerberater. Plambeck wurde 2013 zum Steuerberater durch die Steuerberaterkammer Schleswig-Holstein bestellt.
Seit 2009 ist Plambeck Mitglied in der Jungen Union (JU) und der CDU. Von 2009 bis 2017 war er Kreisvorsitzender der JU Segeberg, dessen Ehrenvorsitzender er heute ist. Zwischen 2010 und 2018 war er Landesschatzmeister der Jungen Union Schleswig-Holstein. Zudem war Plambeck von 2010 bis 2013 bürgerliches Mitglied im Umweltausschuss des Kreises Segeberg und war von 2010 bis 2021 stellvertretender CDU-Kreisvorsitzender im Kreisverband Segeberg. Als Kreistagsabgeordneter war er von 2013 bis 2018 tätig. Seit 2021 ist er CDU-Kreisvorsitzender im Kreisverband Segeberg.
Seit 2014 ist Plambeck Mitglied im Landesvorstand der Kommunalpolitischen Vereinigung der CDU (KPV), dessen Landesvorsitzender er seit 2017 ist. Seit 2015 ist er Mitglied im Ortsvorstand der CDU Henstedt-Ulzburg sowie Vorsitzender des Landesfachausschusses (LFA) Finanzen & Haushalt der CDU Schleswig-Holstein. Auf dem 72. Landesparteitag der CDU Schleswig-Holstein wurde Plambeck mit dem drittbesten Ergebnis zum Beisitzer im Landesvorstand gewählt. Im März 2019 wurde Plambeck durch den CDU-Generalsekretär Paul Ziemiak in den Bundesfachausschuss „Gleichwertige Lebensverhältnisse in Stadt und Land“ berufen.

## Abgeordneter
Bei der Landtagswahl 2017 zog Plambeck mit 39,7 Prozent der Erststimmen als direkt gewählter Abgeordneter des Wahlkreises Segeberg-West für die 19. Wahlperiode erstmals in den Landtag ein und wurde am 6. Juni 2017 bei der konstituierenden Sitzung vereidigt. Er war in der 19. Wahlperiode finanz- und haushaltspolitischer Sprecher der CDU-Fraktion.
Bei der Landtagswahl 2022 zog er mit 45,9 Prozent der Erststimmen erneut über das Direktmandat des Wahlkreises Segeberg-West in den Landtag ein.

## Gesellschaftliches Engagement
Neben seinem Beruf und der Politik ist Plambeck Mitglied in mehreren Vereinen. Dazu gehören unter anderem der Heimatverein des Kreises Segeberg e. V., BürgerAktiv Henstedt-Ulzburg e. V., der Verein Weißer Ring, die Europa-Union e. V. und die Hermann-Ehlers-Stiftung e. V. Zudem ist Plambeck ein Fördermitglied der Freiwilligen Feuerwehr Henstedt-Ulzburg und Mitglied beim Deutschen Roten Kreuz Henstedt-Ulzburg e. V., sowie des Vereins Frischluft e. V. Weitere Mitgliedschaften hat er im Jungen Wirtschaftsrat, in der MIT Mittelstands- und Wirtschaftsvereinigung und im Steuerberaterverband Schleswig-Holstein e. V. inne.